# Affaire Quiquerez-Segonzac
 (mars 2016).
L’affaire Quiquerez-Segonzac est une affaire judiciaire qui s'est passée dans l'armée française en Côte-d'Ivoire et au Sénégal en 1891-1893.

## Les protagonistes
- Paul Quiquerez (Clair Édouard Paul Arnold Quiquerez) est né le samedi 17 octobre 1863 à Paris, 4e arrondissement. Son père est commissionnaire en marchandises et sa mère, Clémentine Bergue, est sans profession.
- René de Segonzac (Édouard Marie René de Bardon de Segonzac) est né le 7 septembre 1867 au château des Essarts à Cuy (Oise) et mort le 27 mars 1962 à Woluwe-Saint-Lambert (Belgique)[1]. Il est le fils de Jacques Édouard Alexandre de Bardon de Segonzac (1839-1901), maire de Cuy, et de Mathilde des Réaux. Saint-Cyrien (1888) et élève de l'École de cavalerie de Saumur (1889), il est officier de cavalerie. Pendant la Première Guerre mondiale, il sera pilote d'avion.

## La mort de Quiquerez
Au début de l'année 1891, un détachement militaire commandé par le lieutenant Paul Quiquerez, assisté du sous-lieutenant de Segonzac, explore le littoral de la Côte d'Ivoire. Leur  mission consister à traiter avec les chefs locaux, afin de trouver une voie entre la côte et le bassin du Niger.
Remontant le fleuve San Pedro, Quiquerez meurt le 23 mai 1891 ; selon un premier rapport, la mort est due à un accès de fièvre algide. Segonzac rentre en France peu après et fait d'autres révélations[pas clair].

## Le procès
La famille (plus précisément le colonel Théodore Fix, remarié avec la mère de Quiquerez après le veuvage de celle-ci) éprouve des doutes ; elle obtient une enquête sur les circonstances de la mort du lieutenant. Elle soupçonne Segonzac d'avoir altéré la vérité dans plusieurs de ses déclarations. Les autorités ordonnent l'exhumation du corps de Quiquerez, enterré sur les lieux de sa mort au bord du San Pedro. L'autopsie constate des trous dans le crâne, dus à une arme à feu. Le crâne est emporté comme pièce à conviction.
Segonzac est inculpé de meurtre et comparaît devant un conseil de guerre siégeant à Saint-Louis du Sénégal le 10 octobre 1893.
Selon l'accusation, des soldats indigènes auraient vu, par l'ouverture de la tente des officiers, le sous-lieutenant tirer sur Quiquerez avec son révolver. À l'audience, Segonzac soutient que son compagnon s'est suicidé justement dans un accès de fièvre, détail qu'il avait d'abord caché pour sauver son honneur. Au fur et à mesure de l'avancement du procès, les témoignages des soldats indigènes sont moins précis. Le tribunal fait le compte des cartouches de revolver restantes, se demande comment le défunt aurait pu se tirer une balle avec l'arme dans la main gauche, alors qu'il était droitier. L'accusé produit des témoins favorables à sa réputation, d'autres évoquent des idées de suicide qu'aurait eu Quiquerez en d'autres circonstances. Maître Léon Renault plaide en défense de Segonzac.
À l'issue de onze audiences, Segonzac est acquitté le 20 octobre 1893. Réintégré dans l'armée, il la quitte momentanément peu après, pour aller s'installer en Belgique. Certains de ses camarades semblaient douter de son innocence, comme d'autres n'avaient jamais admis l'hypothèse de sa culpabilité. Il reprend du service comme aviateur, durant la Première Guerre mondiale.
Le corps du lieutenant Quiquerez repose toujours en Côte d'Ivoire. Un monument est élevé à sa mémoire près du port de San-Pédro, où il existe une pointe Quiquerez.
Pierre Benoît aurait tiré de cette affaire l'intrigue de son roman L'Atlantide (1919). En 1921, celui-ci fut adapté au cinéma par Jacques Feyder sous le même titre (L'Atlantide).

## Sources
Sources historiques
- Les procès célèbres : Revue mensuelle illustrée des procès célèbres, 1893-1894.
- Archives d'Outre-mer : Mission 22.
- Service historique des Armées. Cote 54412 N & 11344/26.
- Journal Officiel (Renseignements sur la situation des colonies) du 20 juillet 1891 et du 31 juillet 1891.
- Journal de route du lieutenant Paul Quiquerez.
- Journal de route du lieutenant René de Segonzac.
- Mémoires d'un officier d’État Major, 1894, p. 287-305.
- Louis-Gustave Binger, Carnet de route (Une vie d'explorateur), 1938.
- Nouveau Larousse illustré, 1907 (Quiquerez, p. 462 - Segonzac, p. 511).
- Plaidoirie pour M. Edmond-Marie-René de Segonzac, par Maître Léon Renault, 17 octobre 1893, Bibliothèque nationale de France.

Journaux de l'époque
- Le Matin de 21 octobre 1892.
- L'Illustration no 2591 du 22 octobre 1892
- Le Temps du 3 juin 1891
- Le Figaro - 10, 16 et 17 octobre 1892
- The New York Times du 13 décembre 1900
- La Liberté du 27 juin 1891
- Le XIXe siècle du 8 juillet 1891
- L'African Times du 1er octobre 1891
- Le Petit Parisien du 19 juillet 1891
- New-York tribune, The Star Christchurch no 8405, Nouvelle-Zélande, samedi 26 août 1905